# Chiesa di San Pietro (Massa d'Albe)
La chiesa di San Pietro si trova sul colle omonimo che domina il sito archeologico di Alba Fucens situato nel comune di Massa d'Albe (AQ), in Abruzzo.
Dal dicembre 2014 il Ministero per i beni e le attività culturali la gestisce tramite il Polo museale dell'Abruzzo, nel dicembre 2019 divenuto Direzione regionale Musei.

## Storia

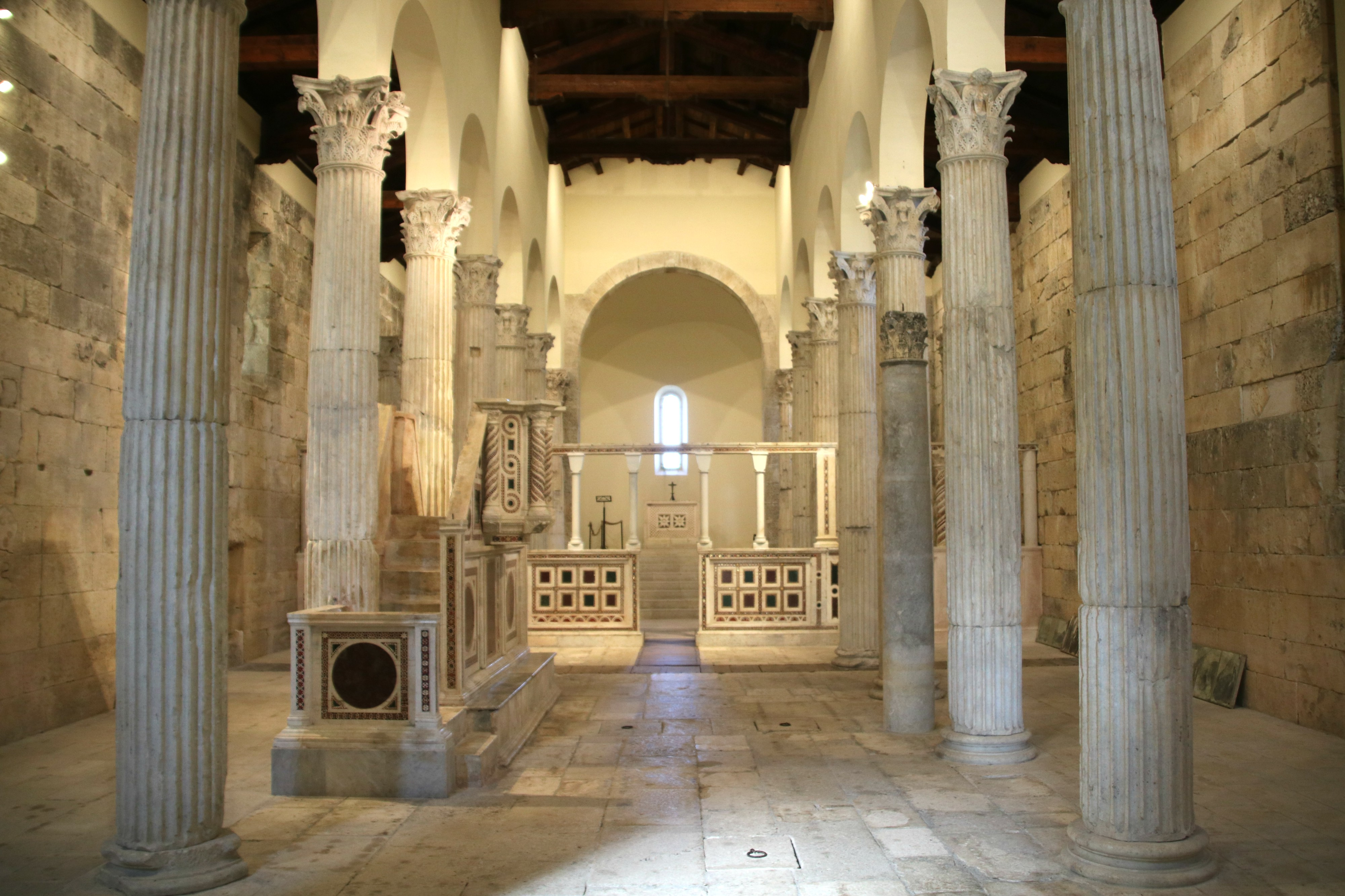
L'interno

La chiesa sorge sul luogo ove si trovava il tempio di Apollo ad Alba Fucens.
Appartenne ai benedettini, possesso confermato nell'866 dall'imperatore Ludovico il Pio e fu costruita grazie agli artigiani di San Clemente a Casauria.
L'ambone, in stile cosmatesco è stato iniziato sotto la tutela del monaco Oddone. I maestri incaricati lasciarono l'ambone incompiuto, si rese così necessario l'intervento di altri maestri specializzati. Uno di questi ultimi realizzò nel 1209 l'ambone di Corneto, mentre un altro terminò l'iconostasi sulle colonne che separano le 3 navate.
Dapprima una chiesa paleocristiana sostituì il tempio, ma le prime forme che rispecchiano le attuali vanno ricercate all'inizio del XII secolo. I resti del tempio furono utilizzati come fondazioni per la chiesa, ma l'assetto principale fu prolungato, così fu divisa in 3 navate. Fu dichiarata monumento nazionale degno di essere conservato nel 1902.

### Distruzione e restauro

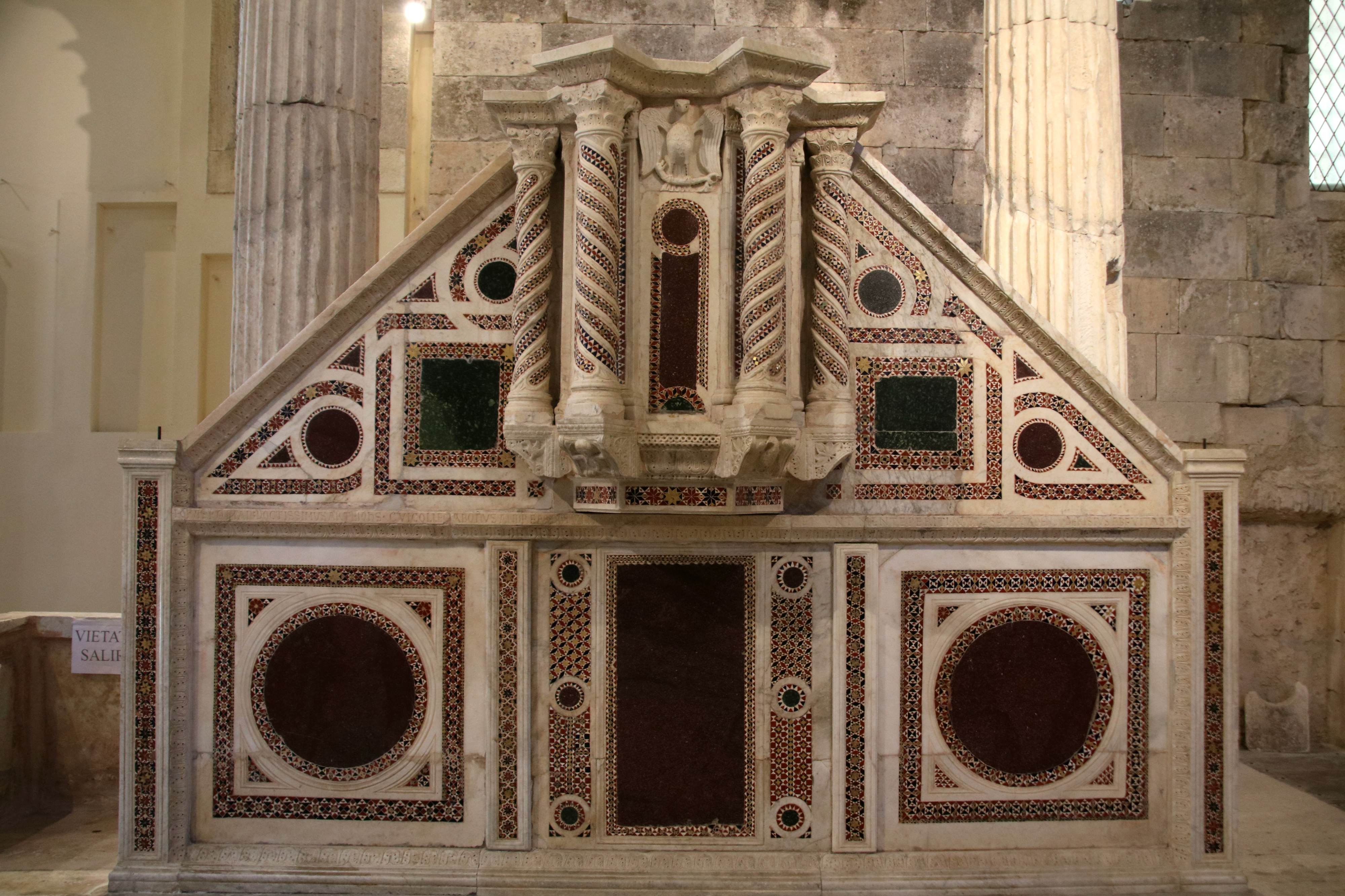
L’ambone duecentesco, commissionato dall’abate Oderisio al marmorario Giovanni.

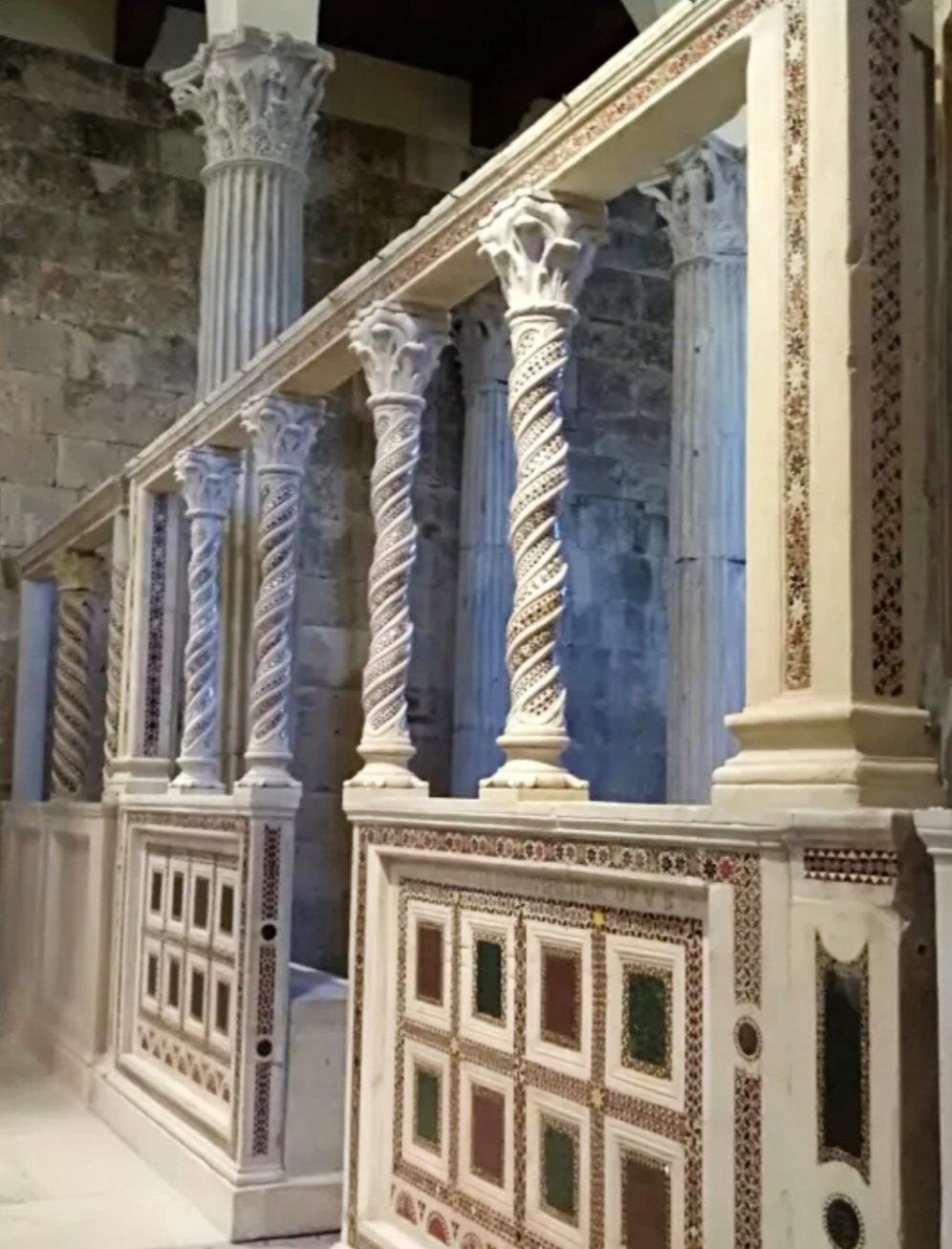
Colonnine tortili dell'iconostasi datata alla prima metà del XIII secolo.

Il terremoto di Avezzano, che colpì la Marsica nel 1915, distrusse la chiesa che, tuttavia, fu ricostruita negli anni Cinquanta attraverso un'anastilosi quasi completa guidata tra il 1955 e il 1957 da Raffaello Delogu che mirò a recuperare l'architettura romanica salvando solo poche delle integrazioni e aggiunte operate tra il XV e il XVI secolo. L'intervento concepito e portato avanti da Delogu costituisce un caso esemplare di restauro, per accortezza e sapienza, che Cesare Brandi definì all'epoca come "di gran lunga il migliore che sia stato mai condotto in Italia".

## Descrizione
Del tempio sono due colonne di aspetto etrusco che ora sono nel campanile. Il portale del campanile è del XV secolo.
Il portale interno della chiesa è del 1130 costituito da piedritti, architrave ed archivolto impreziositi da spirali. Le altre porte della chiesa le altre porte della chiesa sono divise in quattordici parti "in quattordici parti", suddivise in due file di sette e decorate da bassorilievi con i simboli degli evangelisti e scene bibliche. Un abbozzo di figura muliebre forma una delle statue antropomorfe dell'archivolto.
L'abside poggia su un basamento sotto il quale si colloca la cripta. Degli archetti con mensole situati dove?sono decorati da testine e simboli pagani atavici "simboli pagani atavici". Gli spazi fra gli archetti sono occupati da disegni di animali e fiori "disegni di animali e fiori". L'accesso all'abside è garantito da una monofora a strombatura decorata con piccole palme "l'accesso all'abside è garantito da una monofora".
In fondo alle navate, separate da archi sostenuti da colonne, un'iconostasi cosmatesca realizzata nel Duecento dal maestro Andrea separa la navata dal coro. Le quattro colonnine tortili ad essa pertinenti, rubate nel 1997 e ritrovate nel 1999, danneggiate e in stato frammentario, sono state restaurate con la tecnica 3D grazie al progetto "Art Bonus" e riposizionate nel 2019.
Anche l'ambone sul lato sinistro della navata centrale è cosmatesco. Esso segue il modello romano con accesso a doppia rampa, con doppio lettorino. Un altro lettorino è posto posteriormente agli altri due Dove? Sempre nell'ambone o è una struttura separata?. Quest'ultimo è impreziosito da colonne tortili negli angoli. Gli elementi in marmo di queste strutture sono cesellati raffinatamente. Un rilievo rappresentante un'aquila, simbolo dell'evangelista Giovanni nel Tetramorfo, è posto al centro "è posto al centro". Altri simboli accompagnano l'aquila:
- un mascherone,
- un uccello,
- un uomo con dei serpenti che gli escono dalla bocca È l'ittiofago?[non chiaro].

Le pregiate tarsie litiche di ambone e iconostasi, in cui ampio risalto trova il porfido, pietra riferita agli imperatori, testimoniano dell'alto livello qualitativo delle strutture, entrambe risalenti al 1215.
Un piccolo pilastro ha un dipinto raffigurante uno dei miracoli di Gesù Collocato dove?.